# Phillyrea
Phillyrea és un gènere de plantes dins la família de les oleàcies que és originària de la regió mediterrània, i naturalitzada a les Illes Canàries i a Madeira. Compta amb només dues espècies totes elles arbusts o petits arbres. Totes tres reben els nom comuns d'aladerns.
Són arbusts de fulla perenne o arbres petits que creixen fins a 3–9 m d'alçada, relacionats amb Ligustrum, Olea  i Osmanthus. Les fulles estan en parells oposats, petites, coriàcies, ovades a lanceolades, de 2–6 cm de llarg i 0,5–2 cm d'amplada. Les florss són petites, de color blanc verdós, produïdes en raïms curts. El fruit és una drupa que conté una sola llavor no comestible pels humans.

## Espècies
- Phillyrea angustifolia L. - originari de la conca mediterrània occidental i central, de Portugal a Albània.
- Phillyrea latifolia L. - originari de tota la conca mediterrània, de Portugal a Síria.

Una tercera espècie Phillyrea decora del Caucas ara se sol tractar en el gènere Osmanthus com Osmanthus decorus. Al llarg dels anys s'han proposat més de 200 noms, que ara es consideren sinònims dels tàxons existents.